# Ćmuch
Ćmuch – wodny i bagienny demon słowiański występujący w podaniach Laskowiaków z okolic Tarnobrzega. 
Gnuśny demon zamieszkujący zbiorniki wodne lub będący w ich sąsiedztwie oraz bagna. Wyglądem przypominał ogromną żabę z niewielkimi okrągłymi uszami. Miał krótki, nieco podkręcony, spiczasty ogon. 
Siedział zawsze w kuczki. Jego obecność zdradzały dziwne odgłosy takie, jak „nagły plusk wody czegoś niewidzialnego” lub silne zawirowania powietrza nad taflą wody, względne „zburzenia” oraz „szumienia” wody w jakimś miejscu. Ćmuch niechętnie zbliżał się do ludzi. Straszył szczególnie leniwych i niechętnych do pracy.